# العصبة (السوم)

تعديل مصدري - تعديل

العصبة هي إحدى قرى عزلة السوم بمديرية السوم التابعة لمحافظة حضرموت، بلغ تعداد سكانها 232 نسمة حسب تعداد اليمن لعام 2004.